# Pam Shriver
Pamela Howard Shriver Lazenby (4 de julio de 1962) es una tenista estadounidense que estuvo en activo desde finales de los años 1970 hasta mediados los años 1990. Llegó a la final del US Open perdiendo ante Chris Evert por 7-5 y 6-4. También llegó a la final del Masters femenino de tenis en 1988, perdiendo contra Gabriela Sabatini por 7-5, 6-3, 6-2.
Llegó a ser la número 3 del mundo y ganó 21 torneos individuales. Sin embargo, destacó en la modalidad de dobles, alzándose junto a Martina Navratilova como una dupla invencible: conquistaron 24 Grand Slam y 10 título del Masters. Tan solo consiguió dos Grand Slam con otras pareja (con Natasha Zvereva el US Open de 1991 y con Emilio Sánchez Vicario Roland Garros mixto 1987). Obtuvo 112 torneos en dobles.
En los Juegos Olímpicos de Seúl 88 conquistó el oro en la modalidad de dobles junto a Zina Garrison. Y en los Juegos Panamericanos de La Habana 91, fue la estrella al conseguir la medalla de oro en las tres competiciones en que participó: individual, dobles y dobles mixto.
En 2002 ingresó en el Salón Internacional de la Fama del tenis.
Es prima lejana de Maria Shriver, la esposa del actor y gobernador de California Arnold Schwarzenegger. Estuvo casada con el actor George Lazenby, quien es conocido principalmente por haber interpretado a James Bond en la película On Her Majesty's Secret Service del año 1969.

## Carrera

### Torneos de Grand Slam

#### Finalista en individuales (1)
| Año  | Campeonato | Rival       | Marcador |
| 1978 | US Open    | Chris Evert | 5-7, 4-6 |

#### Títulos en dobles (21)
| Año  | Campeonato           | Compañera           | Rivales                              | Marcador         |
| 1981 | Wimbledon            | Martina Navratilova | Kathy Jordan Anne Smith              | 6-3, 7-6(6)      |
| 1982 | Abierto de Australia | Martina Navratilova | Claudia Kohde-Kilsch Eva Pfaff       | 6-4, 6-2         |
| 1982 | Wimbledon            | Martina Navratilova | Kathy Jordan Anne Smith              | 6-4, 6-1         |
| 1983 | Abierto de Australia | Martina Navratilova | Anne Hobbs Wendy Turnbull            | 6-4, 6-7, 6-2    |
| 1983 | Wimbledon            | Martina Navratilova | Rosemary Casals Wendy Turnbull       | 6-2. 6-2         |
| 1983 | US Open              | Martina Navratilova | Rosalyn Fairbank Candy Reynolds      | 6-7(4), 6-1, 6-3 |
| 1984 | Abierto de Australia | Martina Navratilova | Claudia Kohde-Kilsch Helena Sukova   | 6-3, 6-4         |
| 1984 | Roland Garros        | Martina Navratilova | Claudia Kohde-Kilsch Hana Mandlikova | 5-7, 6-3, 6-2    |
| 1984 | Wimbledon            | Martina Navratilova | Kathy Jordan Anne Smith              | 6-3, 6-4         |
| 1984 | US Open              | Martina Navratilos  | Anne Hobbs Wendy Turnbull            | 6-2, 6-4         |
| 1985 | Abierto de Australia | Martina Navratilova | Claudia Kohde-Kilsch Helena Sukova   | 6-3, 6-4         |
| 1985 | Roland Garros        | Martina Navratilova | Claudia Kohde-Kilsch Helena Sukova   | 4-6, 6-2, 6-2    |
| 1986 | Wimbledon            | Martina Navratilova | Hana Mandlikova Wendy Turnbull       | 6-1, 6-3         |
| 1986 | US Open              | Martina Navratilova | Hana Mandlikova Wendy Turnbull       | 6-4, 3-6, 6-3    |
| 1987 | Abierto de Australia | Martina Navratilova | Zina Garrison Lori McNeil            | 6-1, 6-0         |
| 1987 | Roland Garros        | Martina Navratilova | Steffi Graf Gabriela Sabatini        | 6-2, 6-1         |
| 1987 | US Open              | Martina Navratilova | Kathy Jordan Elizabeth Sayers Smylie | 5-7, 6-4, 6-2    |
| 1988 | Abierto de Australia | Martina Navratilova | Chris Evert Wendy Turnbull           | 6-0, 7-5         |
| 1988 | Roland Garros        | Martina Navratilova | Claudia Kohde-Kilsch Helena Sukova   | 6-2, 7-5         |
| 1989 | Abierto de Australia | Martina Navratilova | Patty Fendick Jill Hetherington      | 3-6, 6-3, 6-2    |
| 1991 | US Open              | Natasha Zvereva     | Jana Novotna Larisa Savchenko        | 6-4, 4-6, 7-6(5) |

#### Finalista en dobles (4)
- 1985: Wimbledon junto a Martina Navratilova (pierden ante Kathy Jordan/Elizabeth Sayers Smylie)
- 1985: Us Open junto a Martina Navratilova (pierden ante Claudia Kohde-Kilsch/Helena Sukova)
- 1989: Us Open junto a Mary Joe Fernández (pierden ante Hana Mandlikova/Martina Navratilova)
- 1993| Abierto de Australia junto a Elizabeth Sayers Smylie (pierden ante Gigi Fernández/Natasha Zvereva)

#### Títulos en Dobles mixtos (1)
| Año  | Torneo        | Pareja                 | Oponentes en la final        | Resultado final |
| 1987 | Roland Garros | Emilio Sánchez Vicario | Lori McNeil Sherwood Stewart | 6-3, 7-6(4)     |

### Títulos (131; 21+111)

#### Individuales (21)
| Leyenda        |
| -------------- |
| Tier I (0)     |
| Tier II (0)    |
| Tier III (1)   |
| Tier IV (3)    |
| VS (17)        |
| Grand Slam (0) |
| Masters (0)    |

| N.º | Fecha                   | Torneo       | Superficie | Oponente                   | Resultado      |
| 1.  | 23 de enero de 1978     | Columbia     | Moqueta    | Kate Latham                | 6-1, 6-3       |
| 2.  | 23 de marzo de 1980     | Carlsbad     | Dura       | Kate Latham                | 6-1, 6-2       |
| 3.  | 22 de noviembre de 1981 | Perth        | Hierba     | Andrea Jaeger              | 6-1, 7-6(4)    |
| 4.  | 1 de mayo de 1983       | Atlanta      | Cemento    | Kathy Jordan               | 6-2, 6-0       |
| 5.  | 20 de noviembre de 1983 | Brisabane    | Hierba     | Wendy Turnbull             | 6-4, 7-5       |
| 6.  | 12 de febrero de 1984   | Chicago      | Moqueta    | Barbara Potter             | 6-3, 6-4       |
| 7.  | 17 de junio de 1984     | Birmingham   | Hierba     | Anne White                 | 7-6(2), 6-3    |
| 8.  | 13 de mayo de 1985      | Sídney       | Cemento    | Dianne Fromholtz Balestrat | 6-3, 6-3       |
| 9.  | 20 de mayo de 1985      | Melbourne    | Moqueta    | Kathy Jordan               | 6-4, 6-1       |
| 10. | 16 de junio de 1985     | Birmingham   | Hierba     | Betsy Nagelsen McCormack   | 6-1, 6-0       |
| 11. | 20 de octubre de 1985   | Filderstadt  | Moqueta    | Catarina Lindqvist         | 6-1, 7-5       |
| 12. | 15 de junio de 1986     | Birmingham   | Hierba     | Manuela Maleeva            | 6-2, 7-6(2)    |
| 13. | 20 de julio de 1986     | Newport      | Hierba     | Lori McNeil                | 6-4, 6-2       |
| 14. | 14 de junio de 1987     | Birmingham   | Hierba     | Larisa Neiland             | 4-6, 6-2, 6-2  |
| 15. | 19 de julio de 1987     | Rhode Island | Hierba     | Wendy White Prausa         | 6-2, 6-4       |
| 16. | 23 de agosto de 1987    | Toronto      | Cemento    | Zina Garrison              | 6-4, 6-1       |
| 17. | 8 de noviembre de 1987  | Worcester    | Moqueta    | Chris Evert                | 6-4, 4-6, 6-0  |
| 18. | 3 de enero de 1988      | Brisbane     | Hierba     | Jana Novotna               | 7-6(6), 7-6(4) |
| 19. | 30 de enero de 1988     | Sídney       | Hierba     | Jana Novotna               | 6-2, 6-3       |
| 20. | 1 de mayo de 1988       | Pan Pacific  | Moqueta    | Helena Sukova              | 7-5, 6-1       |
| 21. | 23 de octubre de 1988   | Zúrich       | Moqueta    | Manuela Maleeva            | 6-3, 6-4       |

#### Finales (27)
- 1978: US Open Chris Evert
- 1979: Beckenham Evonne Goolagong
- 1980: Sídney Wendy Turnbull
- 1981: Dallas Martina Navratilova
- 1981: Hilton Head Chris Evert
- 1981: San Diego Tracy Austin
- 1982: Houston Bettina Bunge
- 1982: Filadelfia Barbara Potter
- 1982: Brisbane Wendy Turnbull
- 1983: Tampa Martina Navratilova
- 1984: Mahwah Martina Navratilova
- 1985: Newport Chris Evert
- 1985: Los Ángeles Claudia Kohde-Kilsch
- 1985: Nueva Orleans Chris Evert
- 1985: Brisbane Martina Navratilova
- 1986: Washington Martina Navratilova
- 1986: Montreal Helena Sukova
- 1986: Nueva Orleans Martina Navratilova
- 1987: Brisbane Hana Mandlikova
- 1987: Sídney Zina Garrison
- 1987: Dallas Chris Evert
- 1987: Brighton Gabriela Sabatini
- 1988: Dallas Martina Navratilova
- 1988: Fairfax Martina Navratilova
- 1988: Birmingham Claudia Kohde-Kilsch
- 1988: Nueva York Gabriela Sabatini
- 1989: Newport Zina Garrison

## Otros torneos
| N.º | Año  | Torneo              | Oponente en la final | Resultado     |
| 1.  | 1991 | Juegos de La Habana | Joelle Schad         | 7-5, 2-6, 6-4 |